# Toumani Diabaté
Toumani Diabaté (Bamako, 10 de agosto de 1965-Bamako, 19 de julio de 2024) fue un músico maliense, intérprete de kora, cuya música ha logrado reconocimiento internacional.  

## Carrera musical
Como instrumentista fue muy versátil, y no solo ejecutó piezas de música tradicional maliense, sino que participó en proyectos interculturales con músicos de flamenco, blues, jazz y otros estilos internacionales. Procedía de una antigua familia de instrumentistas de kora. Su padre, Sidiki Diabaté, grabó el primer disco de kora de la historia en 1970. 
Ha colaborado en proyectos con el grupo español de nuevo flamenco Ketama (Songhai I y Songhai II), con el bluesman Taj Mahal, la artista islandesa Björk, con el trombonista de jazz Roswell Rudd y con el guitarrista maliense Ali Farka Touré.

## Discografía
- 1987 - Ba Togoma (Sidiki Diabaté, Mariama Kouyaté, Djeli Mady Sissoko, Kandia Kouayté)
- 1987 - Kaira (Hannibal)
- 1988 - Songhai, con Ketama (Nuevos Medios)
- 1994 - Songhai II, con Ketama (Nuevos Medios)
- 1995 - Djélika (Hannibal)
- 1999 - New Ancient Strings, con Ballake Sissoko (Hannibal-Ryko / harmonia mundi)
- 1999 - Kulanjan, con Taj Mahal (Hannibal)
- 2002 - Jarabi (Best Of) "Master of Kora" (Hannibal)
- 2003 - Mali Cool, con Roswell Rudd (Soundscape)
- 2005 - In The Heart Of The Moon, con Ali Farka Touré.
- 2006 - Boulevard De L'independance
- 2008 - The Mande Variations
- 2010 - Ali and Toumani - (World Circuit/Nonesuch Records) (Con Ali Farka Touré)
- 2011 - A Curva da Cintura (Con Arnaldo Antunes and Edgard Scandurra) - Brazil
- 2014 - Toumani & Sidiki (Con Sidiki Diabaté)
- 2020 - The Ripple Effect (Con Béla Fleck)
- 2021 - Kôrôlén (Con Orquesta Sinfónica de Londres)